# 32. oklepni polk (Italija)
32. oklepni polk Ariete (izvirno italijansko 32º Reggimento di Bersaglieri) je oklepni polk (Kraljeve) Italijanske kopenske vojske.

## Zgodovina
Med drugo svetovno vojno je polk deloval v Severni Afriki.